# Sally Gunnell
Sally Jane Janet Gunnell (Chigwell, 29 luglio 1966) è un'ex ostacolista e velocista britannica, vincitrice della medaglia d'oro nei 400 metri ostacoli ai Giochi olimpici di Barcellona 1992 ed ai Mondiali di Stoccarda 1993.

## Biografia
Iniziò con l'atletica nelle Essex Ladies praticando il salto in lungo ed il pentathlon, prima di convertirsi agli ostacoli; tuttora è l'unica donna ad essere stata contemporaneamente campionessa olimpica, mondiale, europea e del Commonwealth nei 400 m ostacoli.
Il suo più importante successo è il titolo olimpico dei 400 m ostacoli conquistato a Barcellona 1992, quando trionfò con il tempo di 53"23. A quella medaglia aggiunse, nella stessa edizione dei Giochi, il bronzo con la staffetta 4×400 metri.
Un anno dopo aver vinto il titolo olimpico diventò anche campionessa mondiale, battendo nella finale il record mondiale. Questo primato le verrà sottratto da Kim Batten nel 1995, ma resta ancora oggi record nazionale britannico.
Ai Giochi olimpici di Atlanta 1996 provò a difendere il titolo, ma si dovette ritirare in semifinale per infortunio. Poco dopo partì come ambasciatrice della Croce Rossa in Angola e nel 1997 si ritirò dall'attività sportiva a causa di un infortunio al tendine di Achille.
Tra i suoi successi, oltre a quelli già citati, ci sono un oro agli Europei 1994 e 3 ai Giochi del Commonwealth.
Nel 1993 è stata eletta dalla federazione europea atleta donna dell'anno.

## Record nazionali

### Seniores
- 400 metri ostacoli: 52"74 ( Stoccarda, 19 agosto 1993)
- Staffetta 4×200 metri indoor: 1'33"96 ( Glasgow, 23 febbraio 1990) (Paula Dunn, Jennifer Stoute, Linda Keough, Sally Gunnell)

## Palmarès
| Anno                                  | Manifestazione          | Sede       | Evento      | Risultato  | Prestazione | Note             |
| ------------------------------------- | ----------------------- | ---------- | ----------- | ---------- | ----------- | ---------------- |
| In rappresentanza della Gran Bretagna |                         |            |             |            |             |                  |
| 1988                                  | Giochi olimpici         | Seul       | 100 m hs    | Semifinale | 13"13       |                  |
| 1988                                  | Giochi olimpici         | Seul       | 400 m hs    | 5ª         | 54"03       |                  |
| 1988                                  | Giochi olimpici         | Seul       | 4×400 m     | 6ª         | 3'26"89     |                  |
| 1989                                  | Europei indoor          | L'Aia      | 400 m piani | Oro        | 52"04       |                  |
| 1989                                  | Mondiali indoor         | Budapest   | 400 m piani | 6ª         | 52"60       |                  |
| 1991                                  | Mondiali                | Tokyo      | 400 m hs    | Argento    | 53"16       | Record nazionale |
| 1992                                  | Giochi olimpici         | Barcellona | 400 m hs    | Oro        | 53"23       |                  |
| 1992                                  | Giochi olimpici         | Barcellona | 4×400 m     | Bronzo     | 3'24"23     |                  |
| 1993                                  | Mondiali                | Stoccarda  | 400 m hs    | Oro        | 52"74       | Record mondiale  |
| 1993                                  | Mondiali                | Stoccarda  | 4×400 m     | Bronzo     | 3'23"41     |                  |
| 1994                                  | Europei                 | Helsinki   | 400 m hs    | Oro        | 53"33       |                  |
| 1996                                  | Giochi olimpici         | Atlanta    | 400 m hs    | Semifinale | dnf         |                  |
| 1997                                  | Mondiali indoor         | Parigi     | 400 m piani | Batteria   | 53"05       |                  |
| 1997                                  | Mondiali                | Atene      | 400 m hs    | Batteria   | 54"53       |                  |
| In rappresentanza dell' Inghilterra   |                         |            |             |            |             |                  |
| 1986                                  | Giochi del Commonwealth | Edimburgo  | 100 m hs    | Oro        | 13"29       |                  |
| 1990                                  | Giochi del Commonwealth | Auckland   | 100 m hs    | Argento    | 13"12       |                  |
| 1990                                  | Giochi del Commonwealth | Auckland   | 400 m hs    | Oro        | 55"38       |                  |
| 1994                                  | Giochi del Commonwealth | Victoria   | 400 m hs    | Oro        | 54"51       |                  |

## Altre competizioni internazionali
1989
- Argento in Coppa Europa ( Gateshead), 400 m hs - 54"98

1991
- Argento in Coppa Europa ( Francoforte sul Meno), 400 m hs - 54"61

1993
- Oro in Coppa Europa ( Roma), 400 m hs - 53"73
- Argento alla IAAF Grand Prix Final ( Londra), 400 m hs - 53"82

1994
- Oro in Coppa Europa ( Birmingham), 400 m hs - 54"62
- Oro in Coppa del mondo ( Londra), 400 m hs - 54"80

1996
- Oro in Coppa Europa ( Madrid), 400 m hs - 56"84

1997
- Oro in Coppa Europa ( Monaco di Baviera), 400 m hs - 54"57

## Riconoscimenti
- Atleta mondiale dell'anno (1993)
- Atleta europea dell'anno (1993)